# 博羅瓦尼

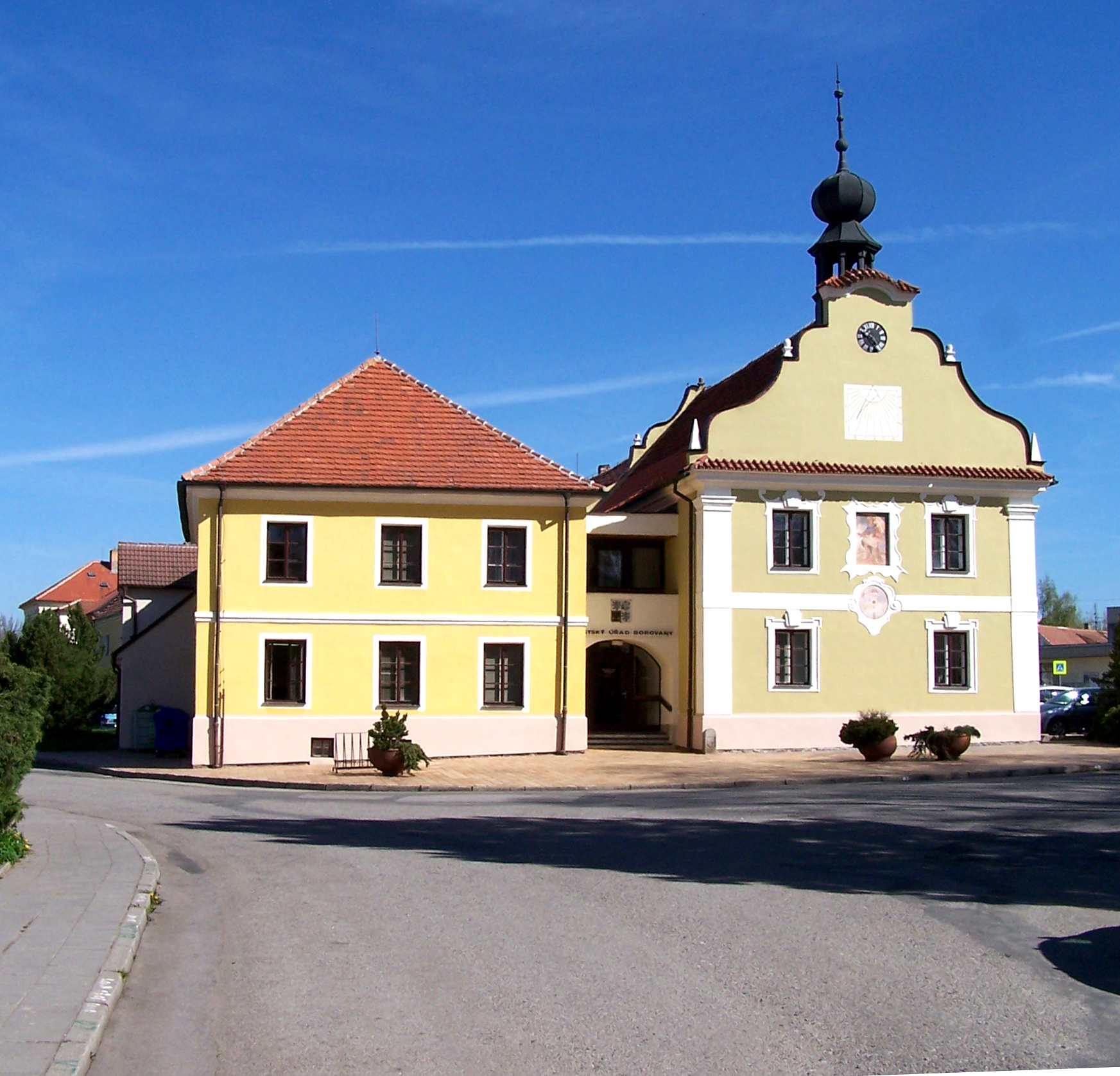

博羅瓦尼是捷克的城鎮，位於該國西南部，距離捷克布傑約維采17公里，由南波希米亞州負責管轄，面積42.33平方公里，海拔高度522米，2009年人口3,949。

## 外部連結
- Municipal website （页面存档备份，存于） （捷克文）